# Сергий Сигалас
Сергий (на гръцки: Σέργιος, Сергиос) е гръцки духовник, гревенски митрополит от 1976 година.

## Биография
Сергиос е роден като Андониос Сигалас (Αντώνιος Σιγάλας) в Пирея, в 1934 година. Завършва богословие в Атинския университет в 1958 година. В 1955 година е хиротонисан за дякон, а на 25 януари 1959 година - за презвитер. Работи в Еласонската митрополия. На 13 август е избран и на 15 август 1976 година е ръкоположен за гревенски митрополит от атинския архиепископ Серафим.